# Championnat de Grèce de rugby à XV 2010-2011
 (juillet 2025).
Motif : Coquille vide sans rédaction ni la moindre source. L'article principal (à compléter) devrait être suffisant pour aborder cette compétition
- Archive Wikiwix
- Bing
- Cairn
- DuckDuckGo
- E. Universalis
- Gallica
- Google
- G. Books
- G. News
- G. Scholar
- Persée
- Qwant
- (zh) Baidu
- (ru) Yandex
- (wd) trouver des œuvres sur Wikidata

| 1. | Préciser le motif de la pose du bandeau. | Précisez le motif de la pose du bandeau en utilisant la syntaxe suivante : {{admissibilité à vérifier\|date=juillet 2025\|motif=remplacez ce texte par le motif}}                                                 |
| 2. | Informer les utilisateurs concernés.     | Pensez à avertir le créateur de l'article, par exemple, en insérant le code ci-dessous sur sa page de discussion : {{subst:avertissement admissibilité à vérifier\|Championnat de Grèce de rugby à XV 2010-2011}} |

Navigation
Championnat de Grèce 2009-2010 Championnat de Grèce 2011-2012
Le championnat de Grèce de rugby à XV 2010-2011 se déroule du 9 octobre 2010 au 12 mars 2012. La compétition se déroule en une seule phase organisée en matchs simples à l'issue de laquelle est déclaré le champion de Grèce de Rugby, l'équipe terminant à la première place du classement final.

## Présentation

### Liste des clubs en compétition
| Attica Springboks Athens RFC Athens Spartans Iraklis Thessaloniki Thessaloniki Lions Colossoi Rhodos Aiolos Patras |

| Équipe               | Stade                    | Capacité | Ville, Comté  |
| -------------------- | ------------------------ | -------- | ------------- |
| Iraklis Thessaloniki | Stade Katsaneio          |          | Thessalonique |
| Thessaloniki Lions   | Centre Matta             |          | Thessalonique |
| Athens RFC           | Stade Agios-Andreas      |          | Athènes       |
| Athens Spartans      | Stade Agios-Kosmas       |          | Athènes       |
| Attica Springboks    | Stade Apilion-Koropi     |          | Attique       |
| Colosse Rhodes       | Stade Paradeisi          |          | Rhodes        |
| Aiolos Patras        | ?                        |          | Patras        |
| City Aigaleo         | Stade Municipal Chaïdári |          | Chaïdári      |

### Maillots des équipes
| Thessaloniki Lions | Athens RFC Dom. | Athens RFC · Ext. | Springboks Attica | Spartans Athens RFC | Colosses Rhodes | Aigaleo City RFC | Aiolos Patras | Iraklis Thessaloniki |  |

## Classement de la phase régulière
| Rang | Club                 | J | V | N | D | Pm  | Pe  | Diff | Pts |
| ---- | -------------------- | - | - | - | - | --- | --- | ---- | --- |
| 1    | Athens RFC (T)       | 7 | 6 | 1 | 0 | 274 | 41  | +233 | 17  |
| 2    | Attica Springboks    | 5 | 4 | 1 | 0 | 109 | 39  | +70  | 14  |
| 3    | Thessaloniki Lions   | 7 | 4 | 1 | 2 | 207 | 89  | +118 | 14  |
| 4    | Athens Spartans      | 6 | 2 | 0 | 4 | 82  | 106 | -24  | 10  |
| 5    | Aiolos Patras        | 5 | 1 | 0 | 4 | 59  | 180 | -121 | 7   |
| 6    | Iraklis Thessaloniki | 4 | 1 | 1 | 2 | 93  | 123 | -30  | 7   |
| 7    | Colosse Rhodes       | 4 | 1 | 0 | 3 | 21  | 123 | -102 | 6   |
| 8    | City Aigaleo         | 6 | 1 | 0 | 5 | 28  | 183 | -155 | -5  |

|  | Champion de Grèce (no 1).    |
|  | Relégués en seconde division |
|  | T : tenant du titre 2010     |

Attribution des points : victoire : 3, match nul : 2, défaite : 1, forfait : Retrait de la compétition.
Règles de classement : à la suite des forfaits des équipes pour différents déplacements, la fédération a attribué des points de pénalité aux équipes donnant le classement ci-dessus.